# Amir Abdijanovic
Amir Abdijanovic (Dornbirn, 3 marzo 2001) è un calciatore austriaco, centrocampista dell'Horn.

## Carriera

### Club
Abdijanovic è cresciuto nel settore giovanile del Dornbirn dove ha debuttato nel 2016 in Regionalliga. Nel 2017 è stato acquistato dal Wolfsburg, con cui ha giocato nell'Under-17, nell'Under-19 e nella squadra riserve.
Il 23 giugno 2021 è tornato in Austria dove ha firmato un contratto di due anni con l'Altach. Ha giocato il suo primo incontro professionistico il 2 ottobre dello stesso anno, contro l'Admira Wacker M. in Bundesliga. Il 31 gennaio 2022 è stato prestato al Dornbirn per sei mesi.

### Nazionale
Ha giocato nelle nazionali giovanili austriache Under-15, Under-16, Under-17 ed Under-19.

## Statistiche

### Presenze e reti nei club
Statistiche aggiornate al 22 dicembre 2023.
| Stagione        | Squadra         | Campionato      | Campionato | Campionato | Coppe nazionali | Coppe nazionali | Coppe nazionali | Coppe continentali | Coppe continentali | Coppe continentali | Altre coppe | Altre coppe | Altre coppe | Totale | Totale |
| Stagione        | Squadra         | Comp            | Pres       | Reti       | Comp            | Pres            | Reti            | Comp               | Pres               | Reti               | Comp        | Pres        | Reti        | Pres   | Reti   |
| --------------- | --------------- | --------------- | ---------- | ---------- | --------------- | --------------- | --------------- | ------------------ | ------------------ | ------------------ | ----------- | ----------- | ----------- | ------ | ------ |
| 2016-2017       | Dornbirn        | RL              | 2          | 0          | CA              | 0               | 0               |                    | -                  | -                  |             | -           | -           | 2      | 0      |
| 2018-2019       | Wolfsburg II    | RL              | 1          | 0          |                 | -               | -               |                    | -                  | -                  |             | -           | -           | 1      | 0      |
| 2019-2020       | Wolfsburg II    | RL              | 1          | 0          |                 | -               | -               |                    | -                  | -                  |             | -           | -           | 1      | 0      |
| 2021-gen. 2022  | Altach          | BL              | 1          | 0          | CA              | 0               | 0               |                    | -                  | -                  |             | -           | -           | 1      | 0      |
| gen.-giu. 2022  | Dornbirn        | 2L              | 11         | 2          | CA              | 0               | 0               |                    | -                  | -                  |             | -           | -           | 11     | 2      |
| 2022-2023       | Altach Juniors  | RL              | 7          | 7          |                 | -               | -               |                    | -                  | -                  |             | -           | -           | 7      | 7      |
| 2022-2023       | Altach          | BL              | 20         | 1          | CA              | 0               | 0               |                    | -                  | -                  |             | -           | -           | 20     | 1      |
| 2023-2024       | Altach          | BL              | 15         | 0          | CA              | 2               | 1               |                    | -                  | -                  |             | -           | -           | 17     | 1      |
| Totale carriera | Totale carriera | Totale carriera | 58         | 10         |                 | 2               | 1               |                    | -                  | -                  |             | -           | -           | 60     | 11     |